# Капелла Покаяния (Париж)
Капелла Покаяния, Капелла Искупления (фр. La chapelle expiatoire), или Капелла во искупление казни Людовика XVI — католическая капелла в VIII округе Парижа, по адресу 29, рю-Пакье (rue Pasquier), воздвигнутая в центре Площади Людовика XVI, на месте бывшего кладбища Мадлен, где были захоронены жертвы французской революции, в том числе тела короля Людовика XVI и королевы Марии-Антуанетты до того, как их перенесли в Королевское аббатство Сен-Дени 21 января 1815 года. Капелла занесена в список исторических памятников Франции 22 июля 1914 года.

## История
Строительство капеллы было начато в 1815 году распоряжением короля Людовика XVIII и завершено в 1826 году. На этом месте находилось старое кладбище Мадлен, где были похоронены многие гильотинированные лица в период революционного террора, в том числе Манон Ролан, деятель партии жирондистов, гильотинированный 18 брюмера II (8 ноября 1793 года).
До настоящего времени это единственное общественное место в Париже, носящее имя Людовика XVIII. Открытое в 1721 году, это относительно недавнее кладбище Мадлен уже использовалось ранее для захоронений, но было относительно свободным. Его близость к площади Революции, где во время Террора было совершено большинство казней, делала его практичным и незаметным местом захоронения, дабы не показывать открыто итоги режима террора. Тела казнённых ночью, незаметно бросали в братские могилы. Кладбище было закрыто Комитетом общественной безопасности в 1794 году, а затем продано различным владельцам, включая магистрата-роялиста Луи Деклозо, который, живя на улице Анжу (его пропавший дом представлен деревом на нынешней площади Людовика-XVI), отметил местонахождение могилы, в которую были брошены тела короля и королевы Франции.
В 1814 году монархия была восстановлена. Новый король Франции Людовик XVIII вознамерился возродить память о своем брате Людовике XVI, казнённом во время террора 1793 года, и инициировал поиски останков королевской четы. По указанию Луи Деклозо останки Людовика XVI и Марии-Антуанетты были эксгумированы и перенесены в королевский некрополь Сен-Дени 21 января 1815 года, в 22-ю годовщину смерти короля. В тот же день Людовик XVIII заложил первый камень мемориальной капеллы (название «искупительная» никогда официально не упоминалось).

## Строительство капеллы
Памятник был заказан Пьеру Фонтену, официальному архитектору всех режимов от Консульства до Второй империи. Он обратился к услугам своего ученика Луи-Ипполита Леба, расставшись со своим обычным товарищем по команде Шарлем Персье, который не одобрял этот проект. Строительство началось 21 января 1815 года, растянулось на одиннадцать лет и закончилось в 1826 году в правление короля Карла X.
Проект, вдохновленный неоклассикой, финансировался из личных средств Людовика XVIII на сумму в три миллиона ливров.
Первоначально он был представлен как оазис спокойствия и тишины в самом сердце Парижа. Затем капелла была окружена парком в «английском стиле», покрывавшим старое кладбище Мадлен, а длинная кипарисовая дорожка соединяла ступени с нынешней улицей Аркад.

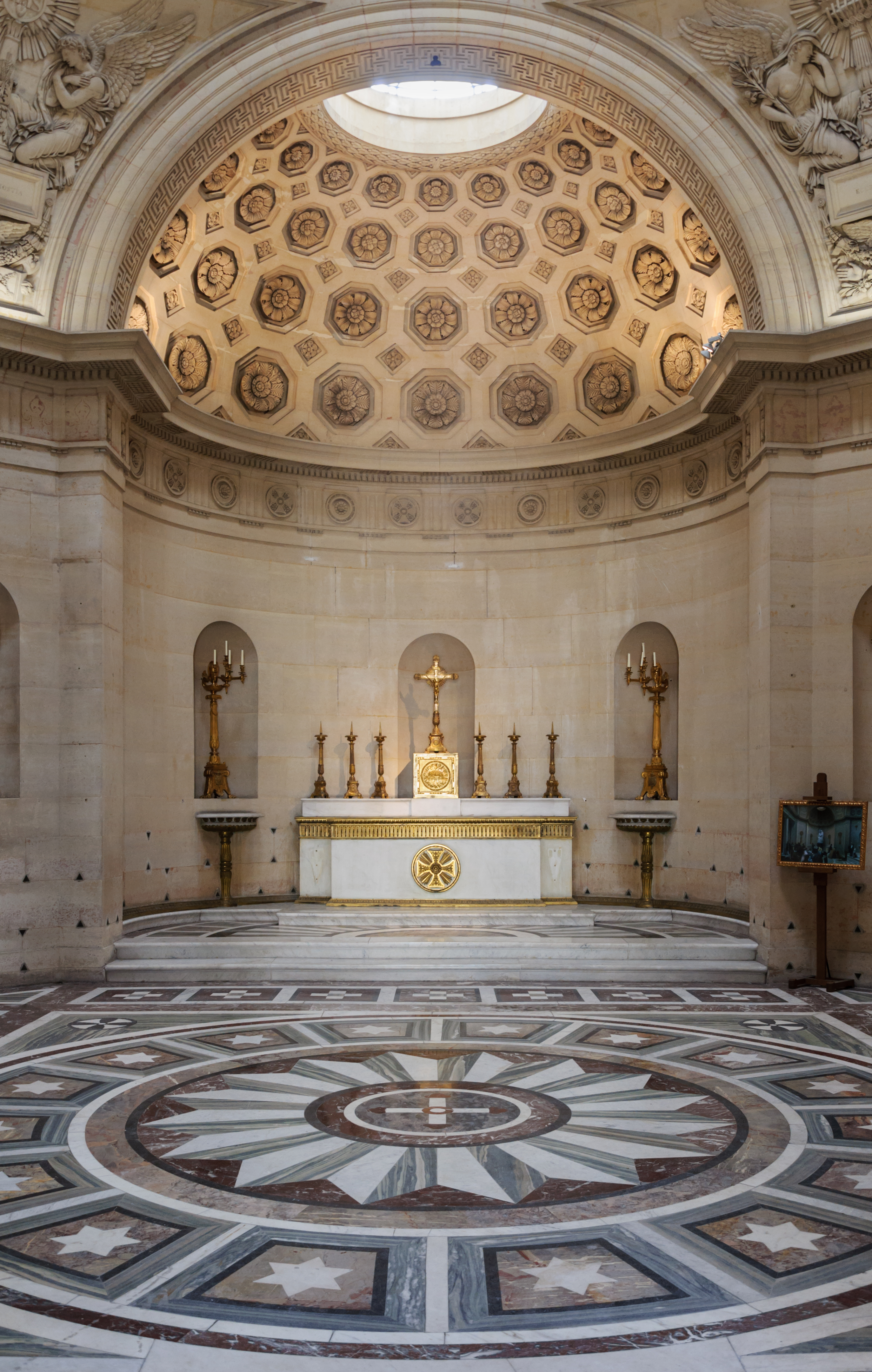
Интерьер капеллы
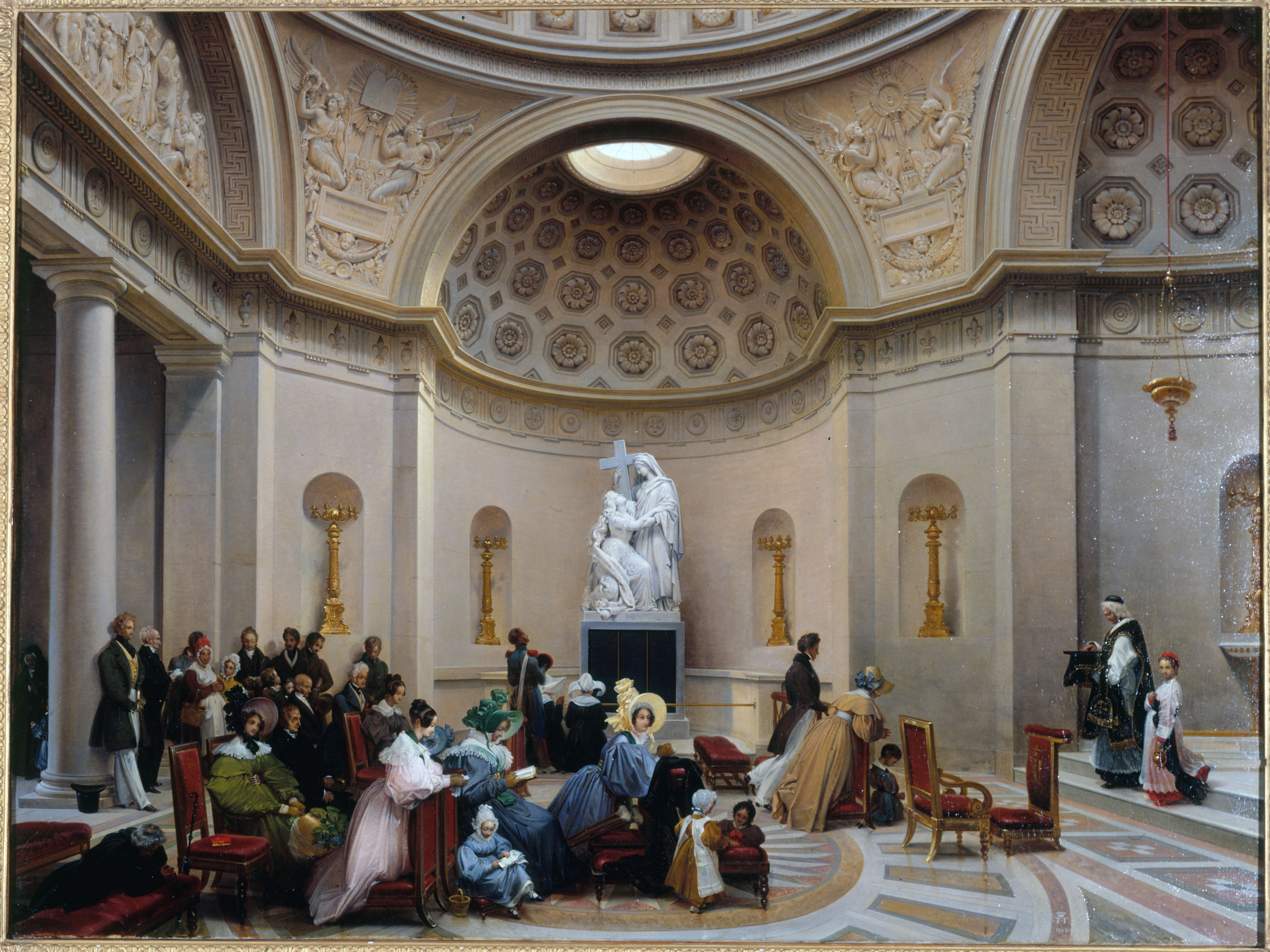
Л. Т. Турпен де Крис. Месса в Капелле Покаяния. 1835. Холст, масло. Музей Карнавале, Париж
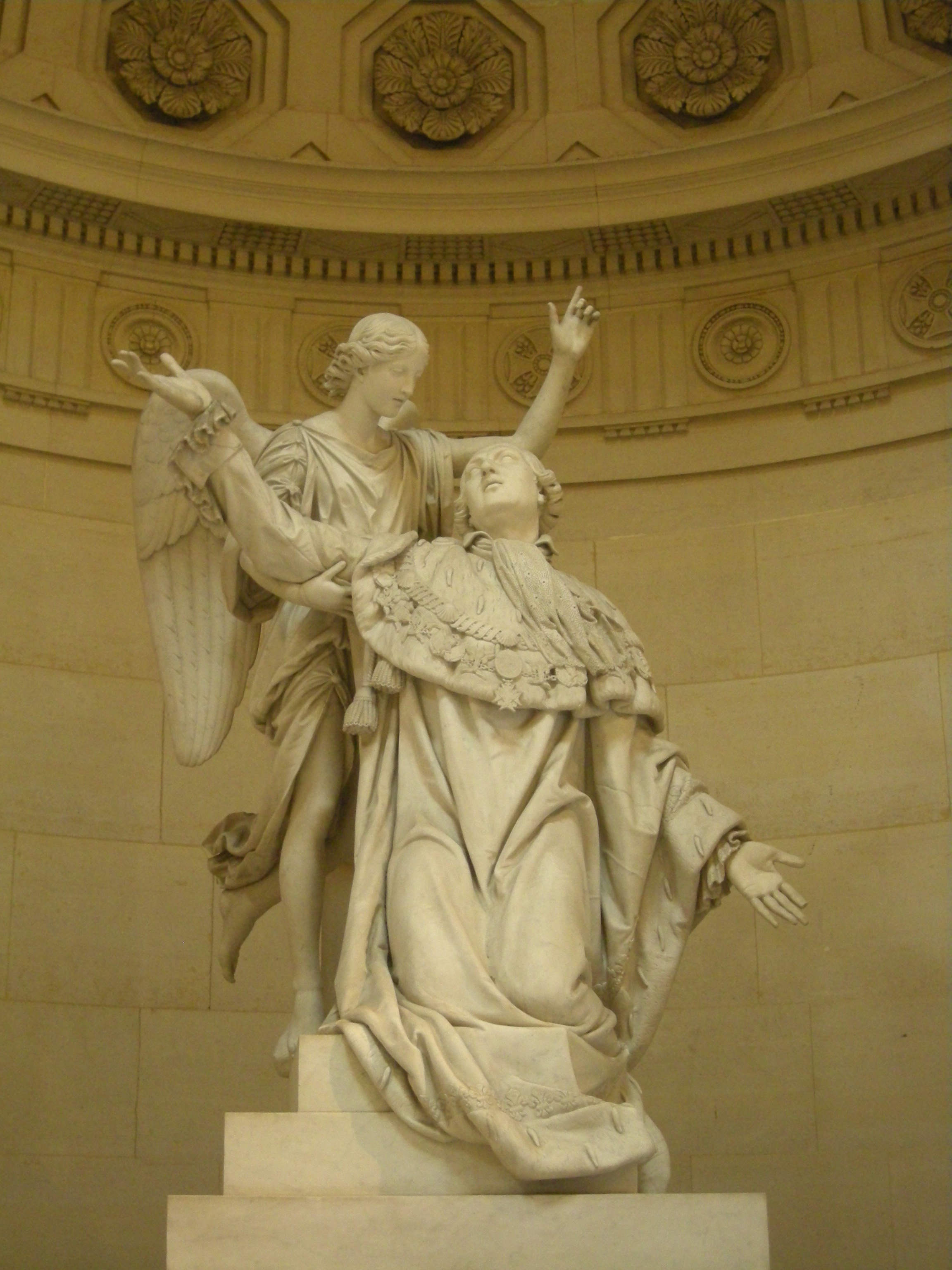
Ф. Ж. Бозио. Людовик XVI и ангел, указывающий на небо
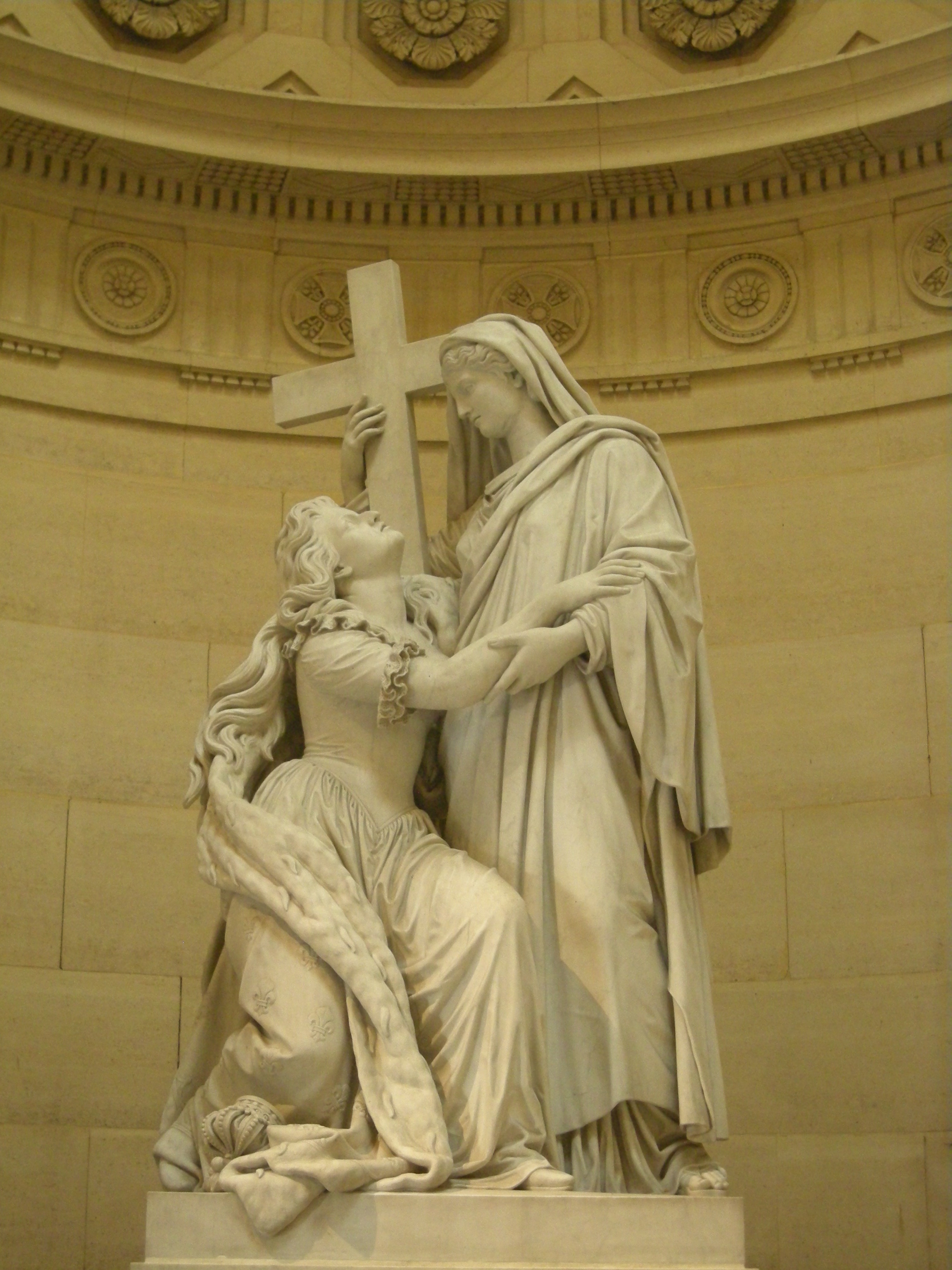
Ж.-П. Корто. Мария-Антуанетта, преклонившая колени перед Религией. 1826